# Katie Leigh

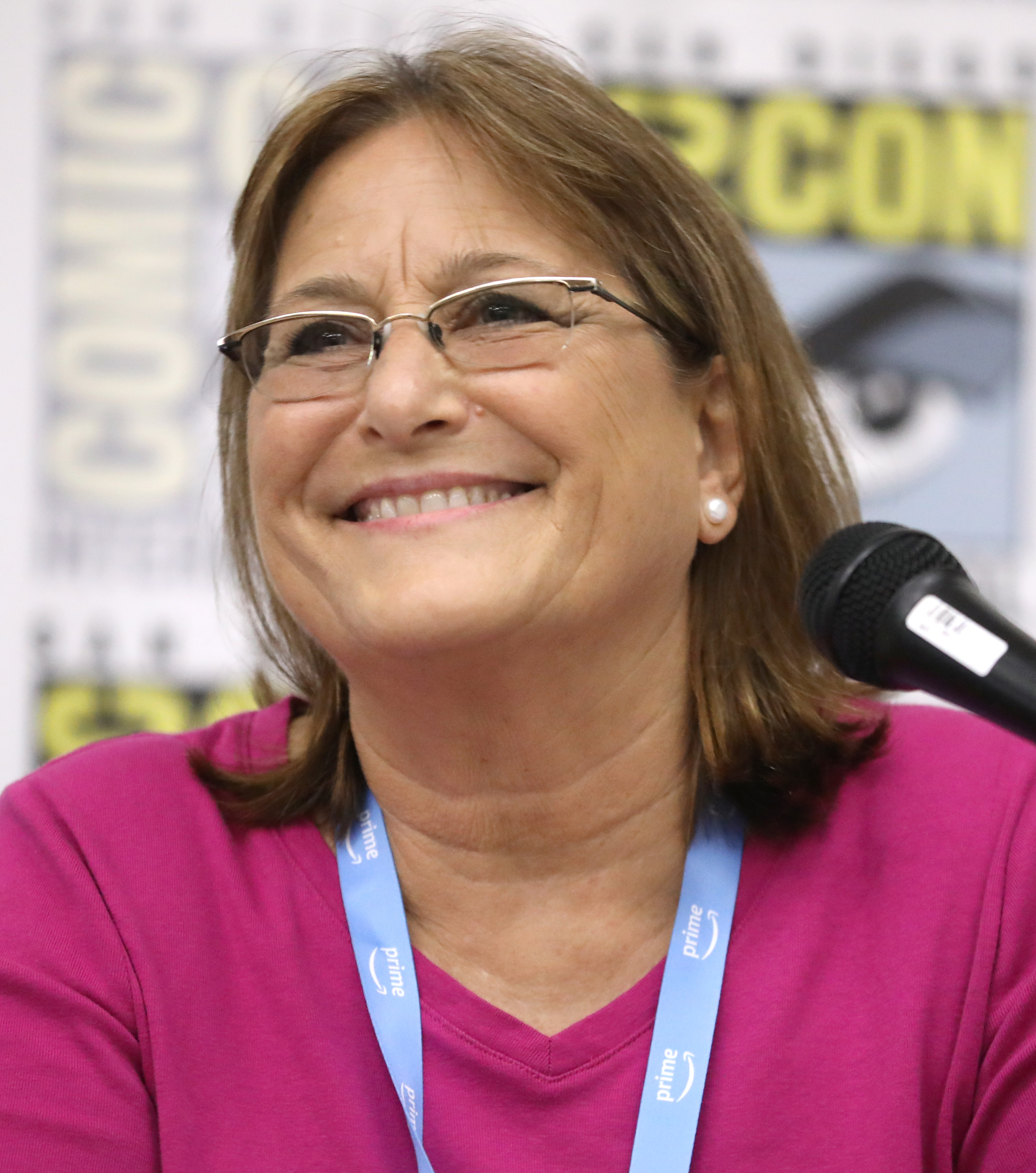
Katie Leigh (2023)

Katherine „Katie“ Leigh (* 16. Dezember 1958) ist eine US-amerikanische Synchronsprecherin.

## Leben
Leigh wurde vor allem durch ihre Rolle der Connie Kendall in der Focus-on-the-Family-Radiosendung Adventures in Odyssey, die sie seit 1987 spricht, bekannt. Ihre Stimme ist auch in Fernseh- und Filmrollen zu hören.

## Fernsehrollen
- 1978: Abenteuer eines kleinen Prinzen (Fernsehserie) – Kleiner Prinz
- 1982: Pandamonium (TV-Serie) – Peggy
- 1983–1985: Im Land der fantastischen Drachen (TV-Serie) – Sheila
- 1984–1991: Jim Henson’s Muppet Babies – Baby Rowlf
- 1985–1986: Dumbo’s Circus – Dumbo
- 1985–1991: Disneys Gummibärenbande – Sunni Gummi
- 1986: Mein kleines Pony – Sundance, Fizzy Baby, Baby Shady, zusätzliche Stimmen
- 1987: Pound Puppies – zusätzliche Stimmen
- 1991–1992: Darkwing Duck – Honker Muddlefoot
- 1996: Richie Rich (TV-Serie) – Richie
- 2001–2012: Totally Spies! – Alex
- 2002–2004: Gingers Welt – Harris Jr. Jr. und Harris Jr.
- 2004–2005: Hallo Hallo Puffy Ami Yumi – King Tschad, Madame Blubbery, Pierre und Parsephus
- 2007–2008: Animalia (TV-Serie) – Zoe, Fushia, Snipsy und Echo
- 2008–2009: Blue Dragon – Noe
- 2008–2009: The Mr. Men Show – Little Miss Chatterbox, Little Miss Daredevil und Little Miss Helpful
- 2009: Olivia – Lily, zusätzliche Stimmen

## Filme
- 1985: … und fanden keinen Ausweg mehr – Sarah Brogan
- 1986: My Little Pony: Der Film – Fizzy, Baby Sundance
- 1998: Schweinchen Babe in der großen Stadt – Hungrige Katze
- 2010: Ich – Einfach unverbesserlich (Despicable Me) – zusätzliche Stimmen

## Rollen im Radio
- Adventures in Odyssey – Connie Kendall

## Rollen in Videospielen
- Star Ocean: First Departure – Millie Chliette
- Grim Fandango – Bibi
- Silent Hill – Junge
- Nerf N-Strike – Asiatischer Junge